# Sulejewo (Leszno)
Pour les articles homonymes, voir Sulejewo.
Sulejewo (prononciation : [sulɛˈjɛvɔ]) est un village polonais de la gmina de Lipno dans le powiat de Leszno de la voïvodie de Grande-Pologne dans le centre-ouest de la Pologne.
Il se situe à environ 7 kilomètres au nord-est de Lipno (siège de la gmina), à 13 kilomètres au nord de Leszno (siège du powiat) et à 54 kilomètres au sud de Poznań (capitale régionale).

## Histoire
De 1975 à 1998, le village faisait partie du territoire de la voïvodie de Leszno.

Depuis 1999, Sulejewo est situé dans la voïvodie de Grande-Pologne.